# Otočná mapa hvězdné oblohy

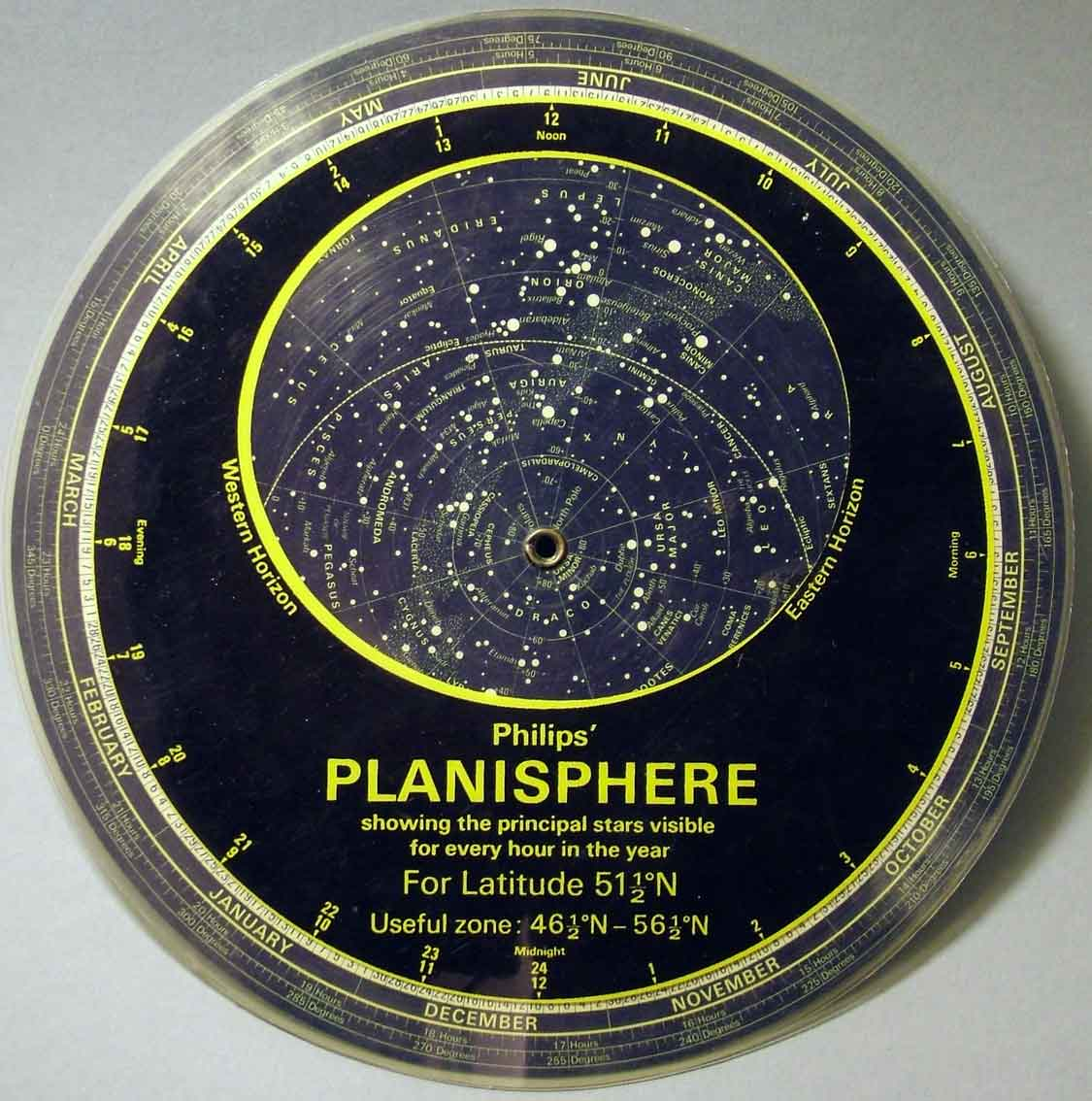
Otočná mapa hvězdné oblohy.

Otočná mapa hvězdné oblohy je základní pomůckou pro orientaci na noční obloze. Sestává ze dvou disků, kterými lze otáčet kolem společného bodu. Patřičným natočením lze zobrazit viditelnou část oblohy pro dané datum a čas. Její konstrukce vychází z astrolábu.

## Popis
Základem otočné mapky je kruhová hvězdná mapa, která je překrytá vrchní částí s oválným otvorem. Obě části lze vůči sobě natáčet. Oválný otvor představuje horizont a vymezuje část oblohy, která je viditelná v daném okamžiku. Tvar viditelné oblasti se liší v závislosti na zeměpisné šířce. Hvězdná mapa obsahuje především jasné hvězdy a souhvězdí, případně další objekty a mapové prvky (hranice mléčné dráhy, souřadné systémy, hranice souhvězdí apod.), a to buď pro severní, nebo jižní polokouli, dle zeměpisné šířky pozorovatele.
Pro malé zeměpisné šířky kolem rovníku se používá oboustranné provedení. V tomto případě je k každé strany disku hvězdná mapa pro rozdílnou polokouli a obdobně jsou přizpůsobeny i otvory vrchních částí.
Obvod vrchní části představuje jeden den. Obvod hvězdné mapy představuje jeden rok. Obojí je naznačeno pomocí stupnic s různou úrovní dalšího dělení. Pokud se části natočí tak, že se dílky obou stupnic pro daný datum a čas protínají, ve viditelné oblasti se zobrazí odpovídající část noční oblohy.
Pokud pozorovatel drží pomůcku nad hlavou a je natočený podle zeměpisných stran vyznačených na vrchní části, může přímo porovnávat objekty na mapě se skutečností.